# C/1994 N1 Nakamura-Nishimura-Machholz
C/1994 N1 (Nakamura-Nishimura-Machholz) è una cometa non periodica.

## Orbita
La sua orbita è interessante in quanto è retrograda e quasi perpendicolare al piano di rivoluzione dei pianeti. La sua orbita inoltre ha una MOID relativamente piccola con quella del pianeta Giove e una MOID ancora più piccola con l'orbita del pianeta Marte.